# Firmware (rivista)
Firmware è una rivista italiana di settore specializzata in elettronica embedded e microcontrollori, pubblicata per la prima volta nel mese di febbraio del 2006.

## Storia
Viene pubblicata per la prima volta nel mese di febbraio del 2006 da Inware Edizioni, e distribuita come rivista cartacea fino al 2010, quando passa in formato digitale e alla distribuzione online. Nel mese di settembre del 2015 la testata viene acquistata da EMCelettronica e integrata nel blog Elettronica Open source dove viene pubblicata con cadenza mensile.

## Argomenti trattati
La rivista si occupa di microcontrollori ed elettronica embedded, cioè di sistemi elettronici di elaborazione digitale a microprocessore, la cui parte hardware viene progettata appositamente per una specifica funzione. La struttura narrativa della rivista si basa sull'analisi di una tematica specifica per ogni numero, per cui ogni mese si affronta un diverso aspetto o settore della microelettronica e dei sistemi embedded, come l'IoT, i MEMS, i dispositivi wearable, l'Industry 4.0 o IoT, l'automotive, l'energy harvesting, l'illuminazione LED e optoelettronica e altre correlate.